# Det vaknande samvetet
Det vaknande samvetet (engelska: The Awakening Conscience) är en oljemålning av den engelske konstnären William Holman Hunt. Den målades 1853 och är sedan 1976 utställd på Tate Britain i London. 
Tillsammans med Dante Gabriel Rossetti och John Everett Millais bildade Hunt det prerafaelitiska brödraskapet 1848. Deras mål var att söka en konstart med realism som visade den sanna naturen. Den färgstarka, symboltyngda och sexuellt laddade Det vaknande samvetet har flera likheter med Holman Hunts tidigare verk Den lejde herden. Här har han inspirerats av Charles Dickens David Copperfield och skildrar en förmögen man och hans hålldam. Mannen spelar piano och sjunger Thomas Moores "Oft in the Stilly night", en sång om en flicka som minns sin barndoms oskuld. Sången väcker kvinnans samvete och hon reser sig hastigt upp från hans knä. Spegeln i bakgrunden avslöjar att kvinnan tittar ut genom ett fönster, mot framtiden där de vita rosorna kan antas symbolisera renhet och frälsning som en alternativ väg för henne.
Hunts moraliska budskap om kvinnans förkastliga leverne förstärks av den kostsamt vulgära och överlastade inredningen. Likt noterna på pianot handlar noterna i det nedre vänstra hörnet om förlorad oskuld. Det är en tonsättning av en dikt av Alfred Tennyson. Under bordet är en fågel på väg att fly från en katt, en parallell till kvinnans tillstånd. Det vaknande samvetet kan också ses som en pendang till Holman Hunts Världens ljus som skildrar motsvarande ögonblick av uppvaknande. Där knackar Jesus på dörren och kommer med frälsning till syndarna, symboliserad av den av gräs igenväxta trädgården. 